# Milan Osterc
Milan Osterc (vzdevek Miki ali Jagoda), slovenski nogometaš, * 4. julij 1975, Murska Sobota.
V pokalu UEFA je v sezoni 2001/02 dosegel 7 zadetkov.